# Callicore brome
Callicore brome é uma borboleta neotropical da família Nymphalidae que se distribui da Costa Rica até a Venezuela. Foi catalogada erroneamente como Catogramma brome, ao invés de Catagramma, em 1840. Apresenta, vista por baixo, asas posteriores com coloração predominantemente amarela, porém com um padrão um pouco diferente das outras espécies de Callicore; sem formar um desenho de 08/80 (quando o inseto está voltado para a esquerda ou direita). O padrão geral é de uma área central de coloração negra, contendo quatro marcações esbranquiçadas e com bordas azuladas. Possui poucos contornos em azul claro na borda das asas anteriores e posteriores. Em vista superior, a espécie apresenta um padrão muito similar em suas subespécies; com a coloração predominantemente negra, asas anteriores com área arredondada de coloração amarelada ou laranja e metade das asas posteriores com área azul metálica, próxima ao corpo do inseto.

## Lagarta
A lagarta de C. brome apresenta coloração predominantemente verde, com espinhos de base amarela sobre o corpo e cabeça de coloração alaranjada; contendo um par de chifres ramificados e listrados de verde.

## Subespécies
Callicore brome possui três subespécies:
- Callicore brome brome - Descrita por Doyère em 1840, de exemplar erroneamente proveniente do Brasil.
- Callicore brome angusta - Descrita por Attal em 2000, de exemplar proveniente da Costa Rica.[8]
- Callicore brome danieli - Descrita por Attal & Crosson du Cormier em 2003, de exemplar proveniente da Costa Rica.[7][9]